# Ducetia loosi
Ducetia loosi är en insektsart som beskrevs av Griffini 1908. Ducetia loosi ingår i släktet Ducetia och familjen vårtbitare. Inga underarter finns listade i Catalogue of Life.